# Carl Mader
Carl Mader (München, 6 april 1885 – Forest Park, 2 april 1952) was een Duits-Amerikaans componist en dirigent.

## Levensloop
Mader vertrok in 1900 naar de Verenigde Staten en werd in 1906 lid van de United States Naval Reserve Band. Tijdens de Eerste Wereldoorlog werd hij militaire kapelmeester van de Militarie muziekkapel van het 131e Infanterie Regiment van de American Expeditionary Forces (AEF). Tussen de beide wereldoorlogen was hij dirigent van verschillende civiele blaasorkesten in Chicago en de regio rond deze metropool, onder anderen van de Chicago Post Office Band.
Als componist schreef hij vooral marsen voor harmonieorkest, maar ook orgelstukken.

## Composities

### Werken voor harmonieorkest
- 1927 Lucky Slim Colonel Lindberg March[1]
- 1928 Chicago Police Band[2]
- 1933 Chicago World's Fair March (Chicago World’s Fair Centennial Celebration 1933)[3]
- 1944 General Ike - opgedragen aan Generaal Dwight D. Eisenhower
- 33rd Division March[3]
- A. A. Harding March[1]
- Blue Streak
- Columbia Commandery nr. 63 Knights Templar
- National High School Band March[1]
- National Music Educators March (samen met: Fred K. Huffer)[3]
- National School Band Association March[1][3]
- Salute To The Twin Cities

### Werken voor orgel
- Organ Music (8 works)